# Друга Каменка
Друга Ка́менка (рос. Вторая Каменка) — село у складі Локтівського району Алтайського краю, Росія. Адміністративний центр Другокаменської сільської ради.

## Населення
Населення — 739 осіб (2010; 747 у 2002).
Національний склад (станом на 2002 рік):
- росіяни — 97 %